# Le Souffleur (Antarktika)
Le Souffleur (französisch für Der Souffleur) ist eine Insel im Géologie-Archipel vor der Küste des ostantarktischen Adélielands.
Französische Wissenschaftler benannten sie 2010.